# Nieuwe Stad (Riga)
De Nieuwe Stad (Lets: Centrs, Duits, historisch: Neustadt) is een aan het einde van de 19e en begin van de 20e eeuw gebouwde wijk van de Letse hoofdstad Riga.
Samen met de Oude Stad vormt het het Centrs rajons van Riga, welke sinds 1997 op de UNESCO-lijst van Werelderfgoed in Letland staat.
De Nieuwe Stad ligt ten oosten van de Westelijke Dvina (Daugava), buiten de parken en groenvoorzieningen die op de plaats van de voormalige vestingwerken aangelegd zijn.
Oude en Nieuwe Stad worden door de Vrijheidsboulevard (Brīvības bulvāris) langs het Vrijheidsmonument verbonden.
De Nieuwe Stad van Riga geldt naast vergelijkbare wijken in Wenen, Sint-Petersburg, Antwerpen, Praag en Barcelona als een van de belangrijkste jugendstil-ensemble ter wereld. Nergens zijn vergelijkbaar veel gebouwen uit de vroege 20e eeuw bewaard gebleven. Veel van de beroemdste gebouwen zijn werken van de architect Michail Eisenstein (1867-1920).
In de Sovjet-tijd ontbrak niet alleen het geld voor een renovatie van de historische gebouwen, maar ook de middelen tot afbraak. Na het herstel van de onafhankelijkheid in de jaren 1990 werden de meeste van de uitbundig versierde gevels gerestaureerd.
De Nieuwe Stad wordt beschouwd als een representatieve woonwijk met bijbehorende onroerend goedprijzen.

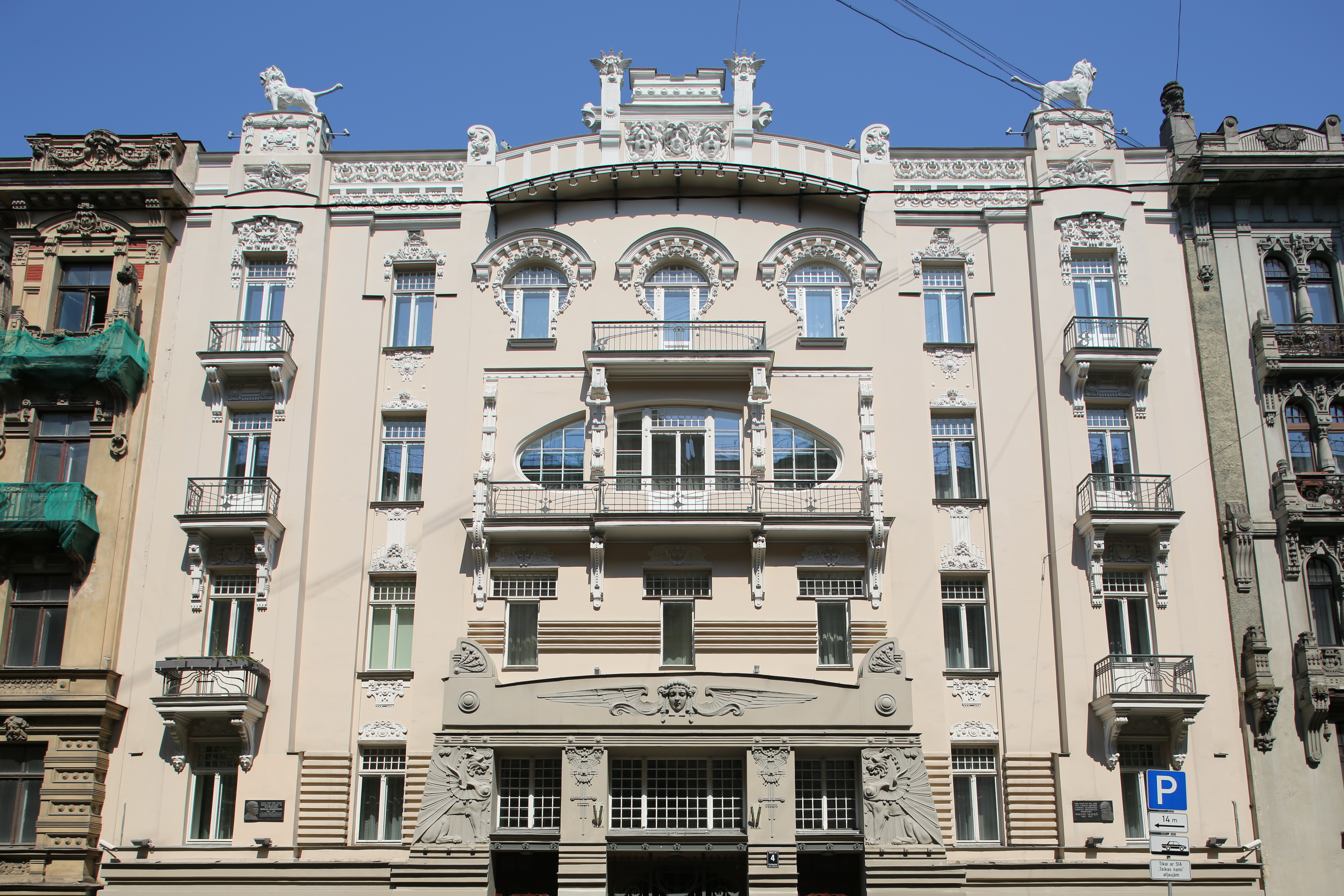
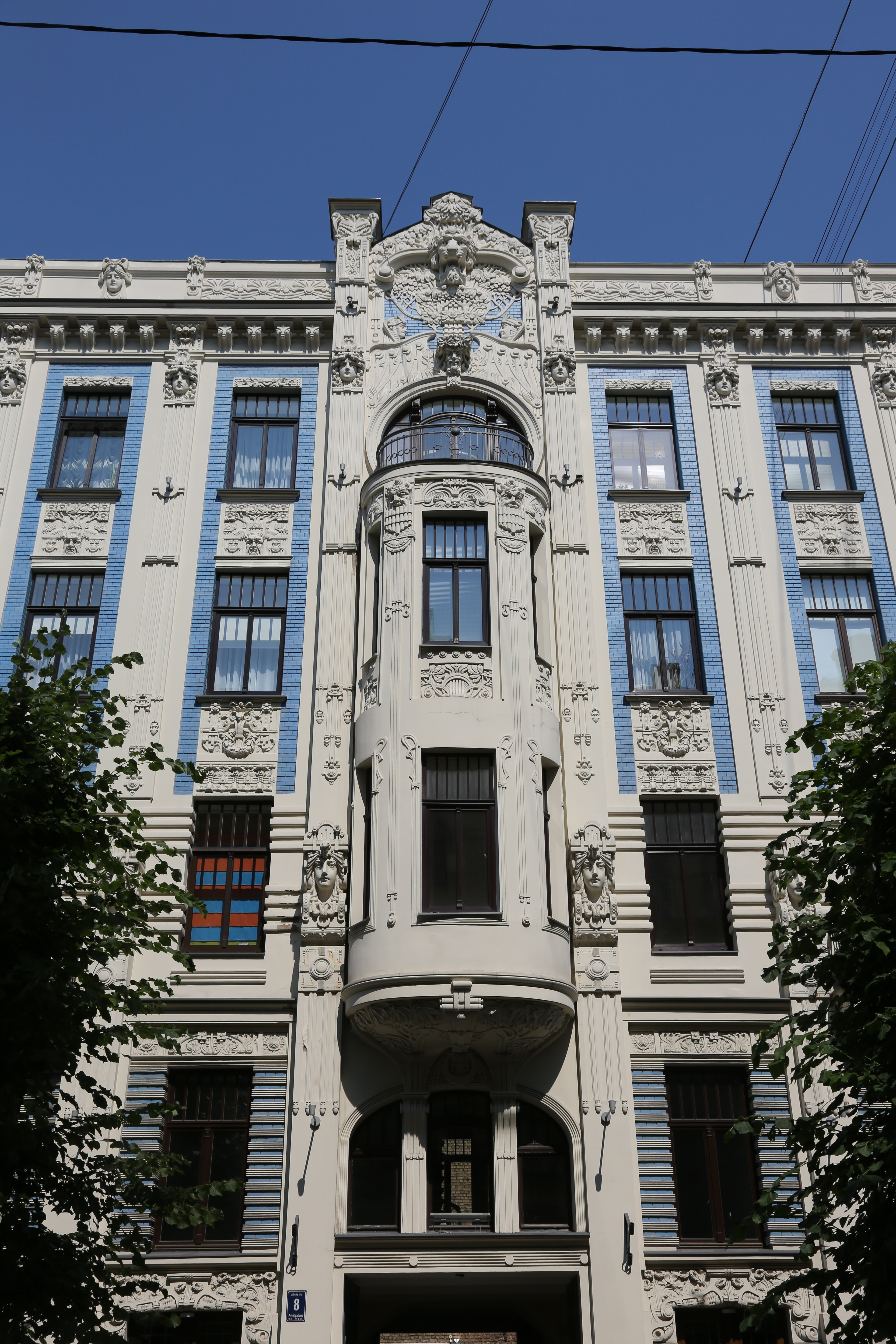
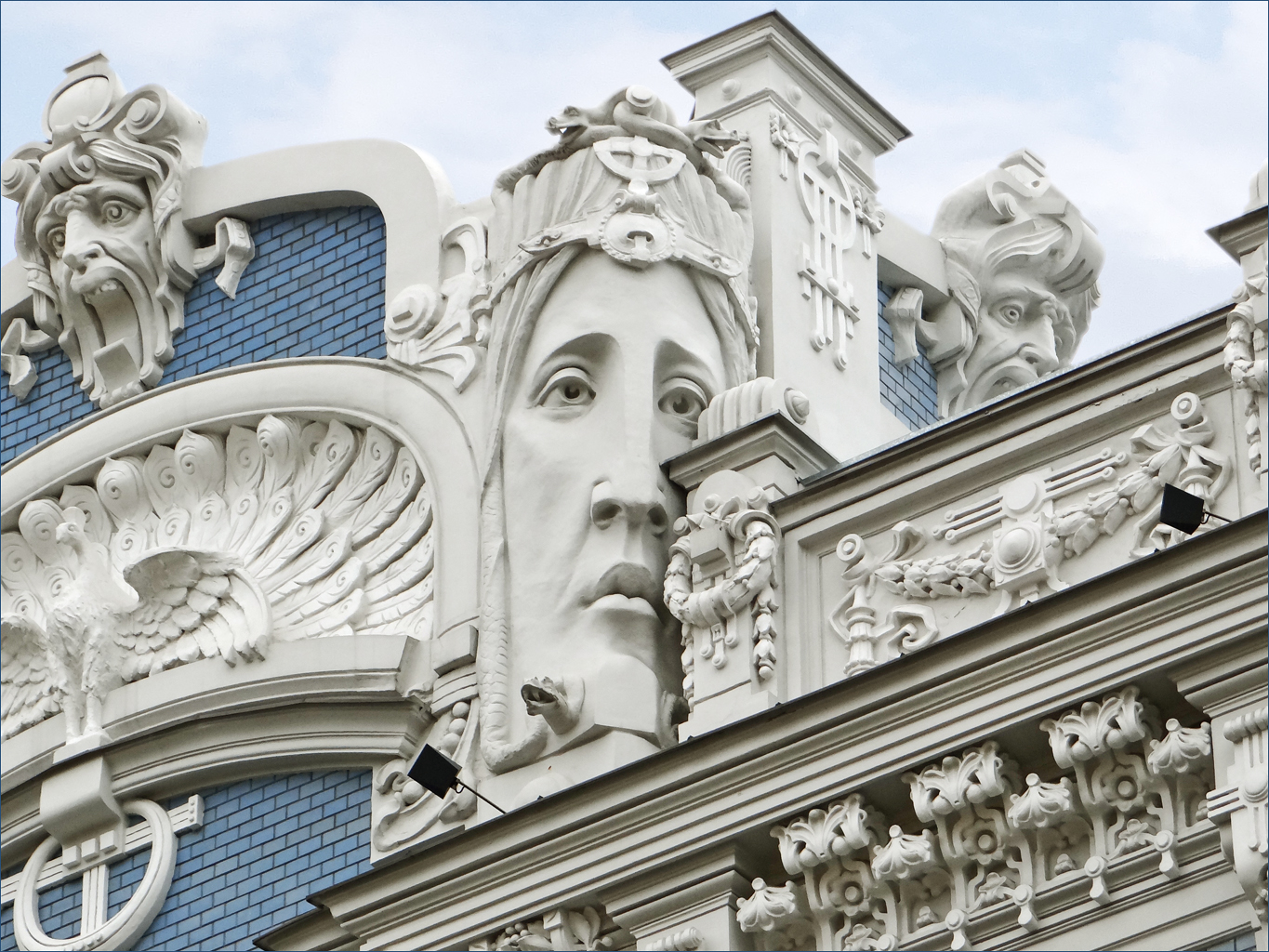
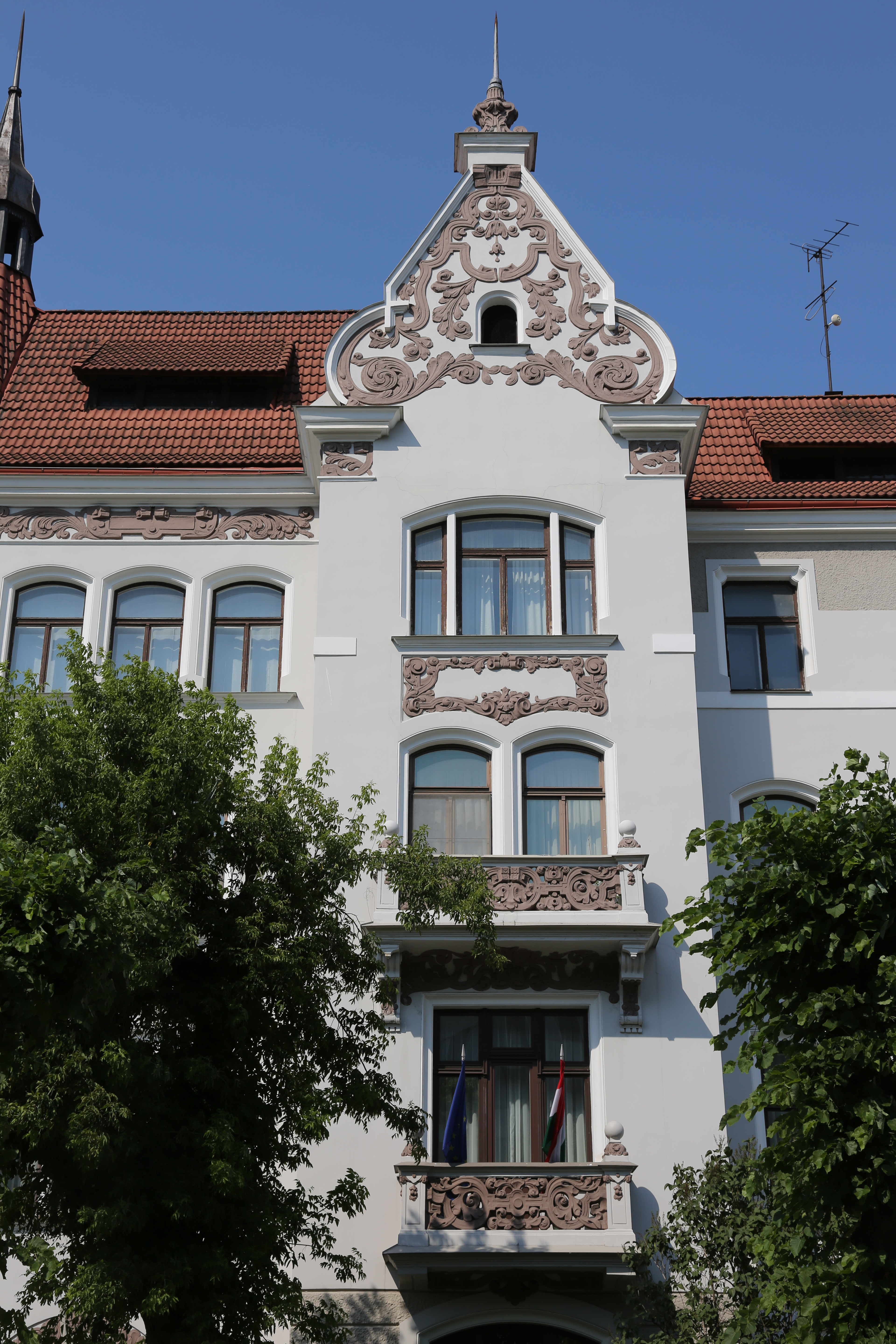
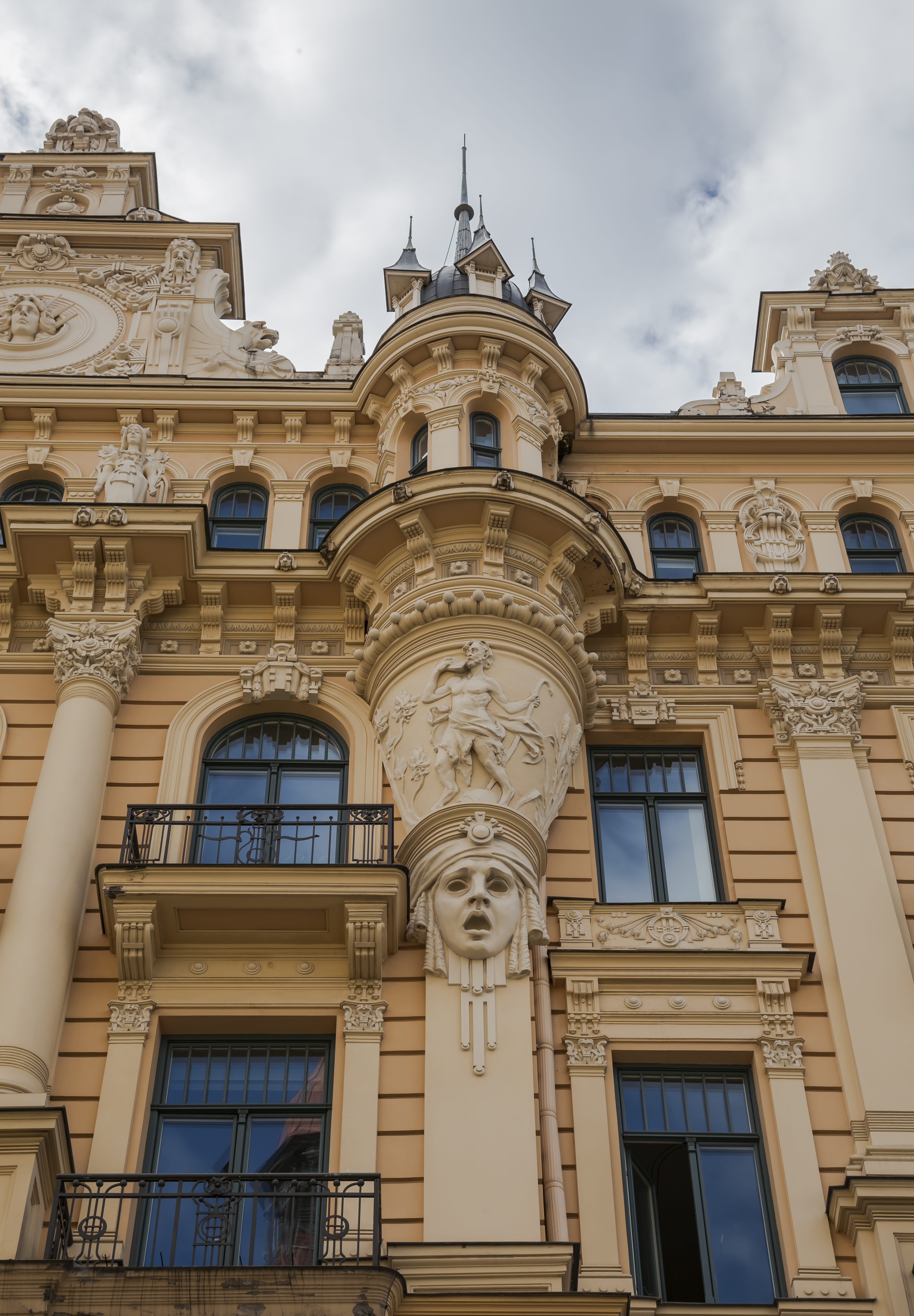
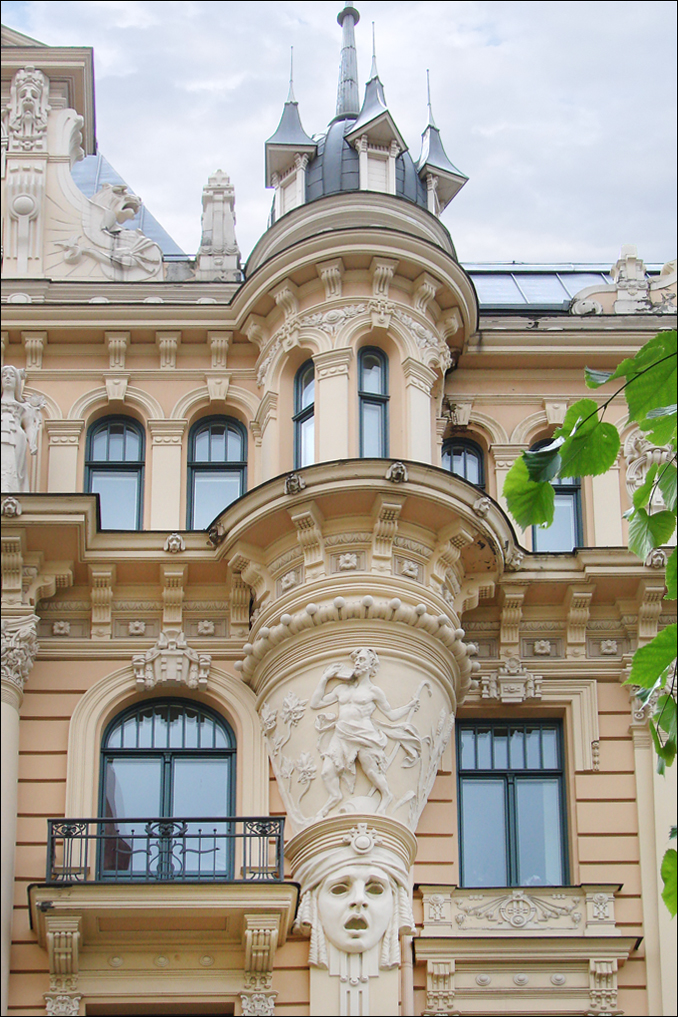
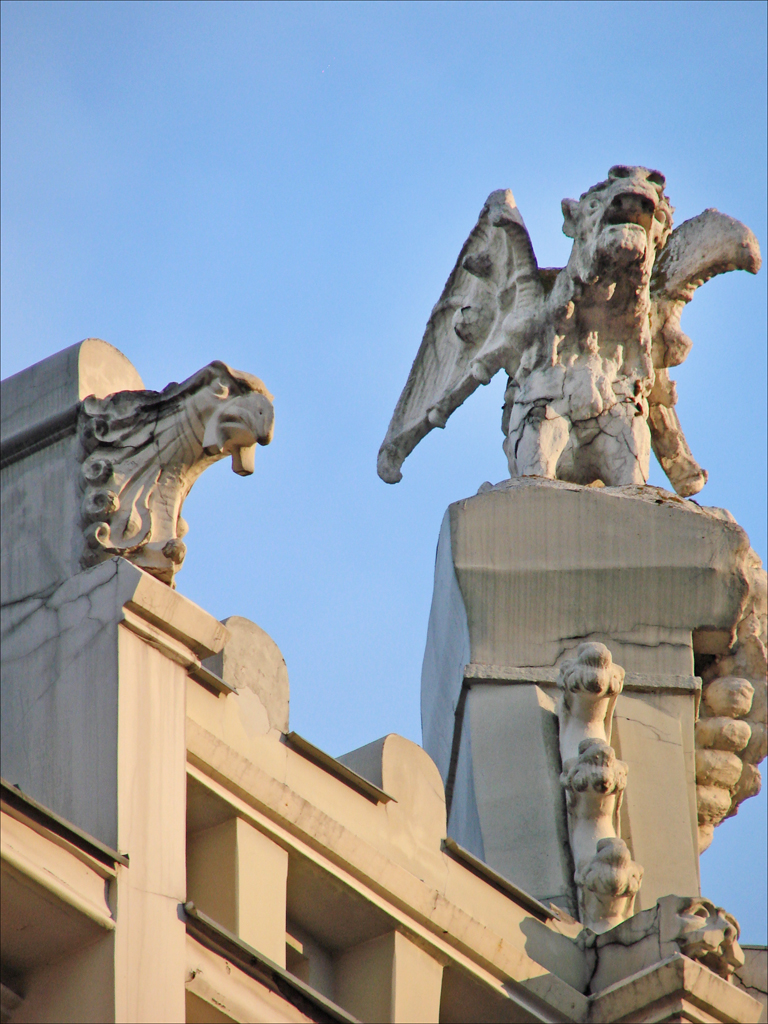
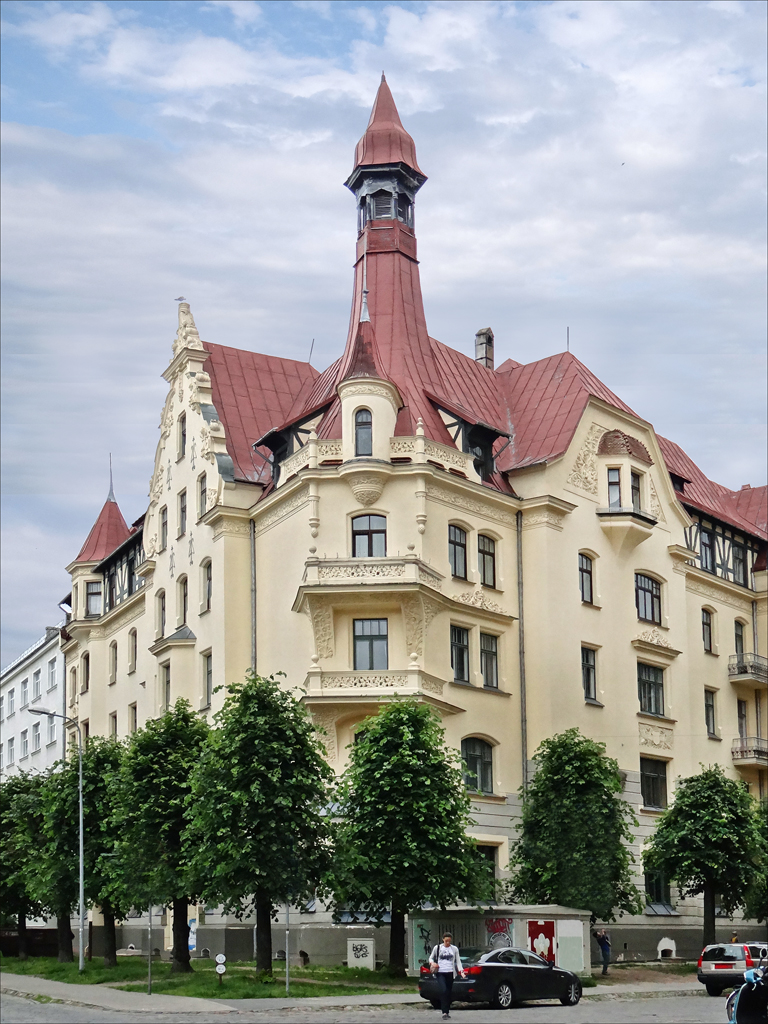